# Arrondissement de Saint-Pierre (Martinique)
Pour les articles homonymes, voir Arrondissement de Saint-Pierre.
L'arrondissement de Saint-Pierre est une division administrative française, située dans la collectivité territoriale de Martinique.

## Histoire
L'arrondissement de Saint-Pierre a été créé par décret du 9 mai 1995, à partir de cantons appartenant précédemment à l'arrondissement de Fort-de-France. Le premier sous-préfet fut nommé en mars 1997.
Le code Insee de cet arrondissement est 9724.

## Composition

### Communes
Au 1er janvier 2024, l'arrondissement groupe les 8 communes suivantes :
1. Bellefontaine
2. Le Carbet
3. Case-Pilote
4. Fonds-Saint-Denis
5. Le Morne-Rouge
6. Le Morne-Vert
7. Le Prêcheur
8. Saint-Pierre

### Cantons

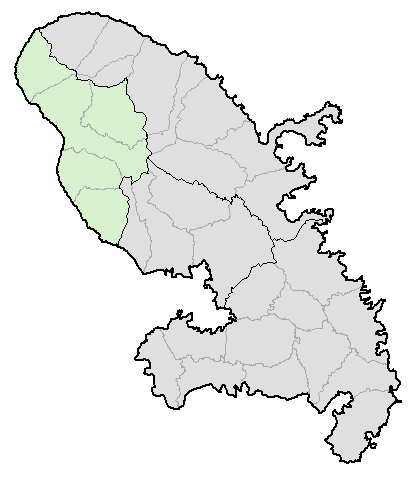
Arrondissement de Saint-Pierre. Son découpage correspond aux cinq anciens cantons.

Jusqu'à la mise en place de la collectivité territoriale unique, le 1er janvier 2016, l'arrondissement comportait cinq cantons :
- Canton du Carbet - (plusieurs) ;
- Canton de Case-Pilote-Bellefontaine - (plusieurs) ;
- Canton du Morne-Rouge - (commune) ;
- Canton du Prêcheur - (commune) ;
- Canton de Saint-Pierre - (plusieurs).

Légende :
(commune) : canton correspondant à une commune entière ;

(plusieurs) : canton comportant plusieurs communes.

## Démographie
En 2022, l'arrondissement comptait 22 357 habitants.
| 1961   | 1968   | 1975   | 1982   | 1990   | 1999   | 2006   | 2011   | 2016   |
| ------ | ------ | ------ | ------ | ------ | ------ | ------ | ------ | ------ |
| 24 129 | 24 090 | 23 278 | 21 178 | 23 336 | 23 464 | 23 807 | 23 483 | 22 926 |

| 2021   | 2022   | - | - | - | - | - | - | - |
| ------ | ------ | - | - | - | - | - | - | - |
| 22 352 | 22 357 | - | - | - | - | - | - | - |

### Remarque
Attention : les données antérieures à 1995 correspondent aux cantons qui composent l'arrondissement de Saint-Pierre à partir de cette date, et non à l'arrondissement en tant qu'entité administrative, puisque celui-ci n'existait pas avant le décret du 9 mai 1995.